# داگمار اوبلهار
داگمار اوبلهار (انگلیسی: Dagmar Uebelhör؛ زادهٔ ۱۰ دسامبر ۱۹۶۵) بازیکن فوتبال اهل آلمان است.
از باشگاه‌هایی که در آن بازی کرده‌است می‌توان به باشگاه فوتبال زنان بایرن مونیخ اشاره کرد.
وی همچنین در تیم ملی فوتبال زنان آلمان بازی کرده‌است.